# Kadua fluviatilis
Kadua fluviatilis là một loài thực vật có hoa trong họ Thiến thảo. Loài này được C.N.Forbes mô tả khoa học đầu tiên năm 1912.

## Hình ảnh

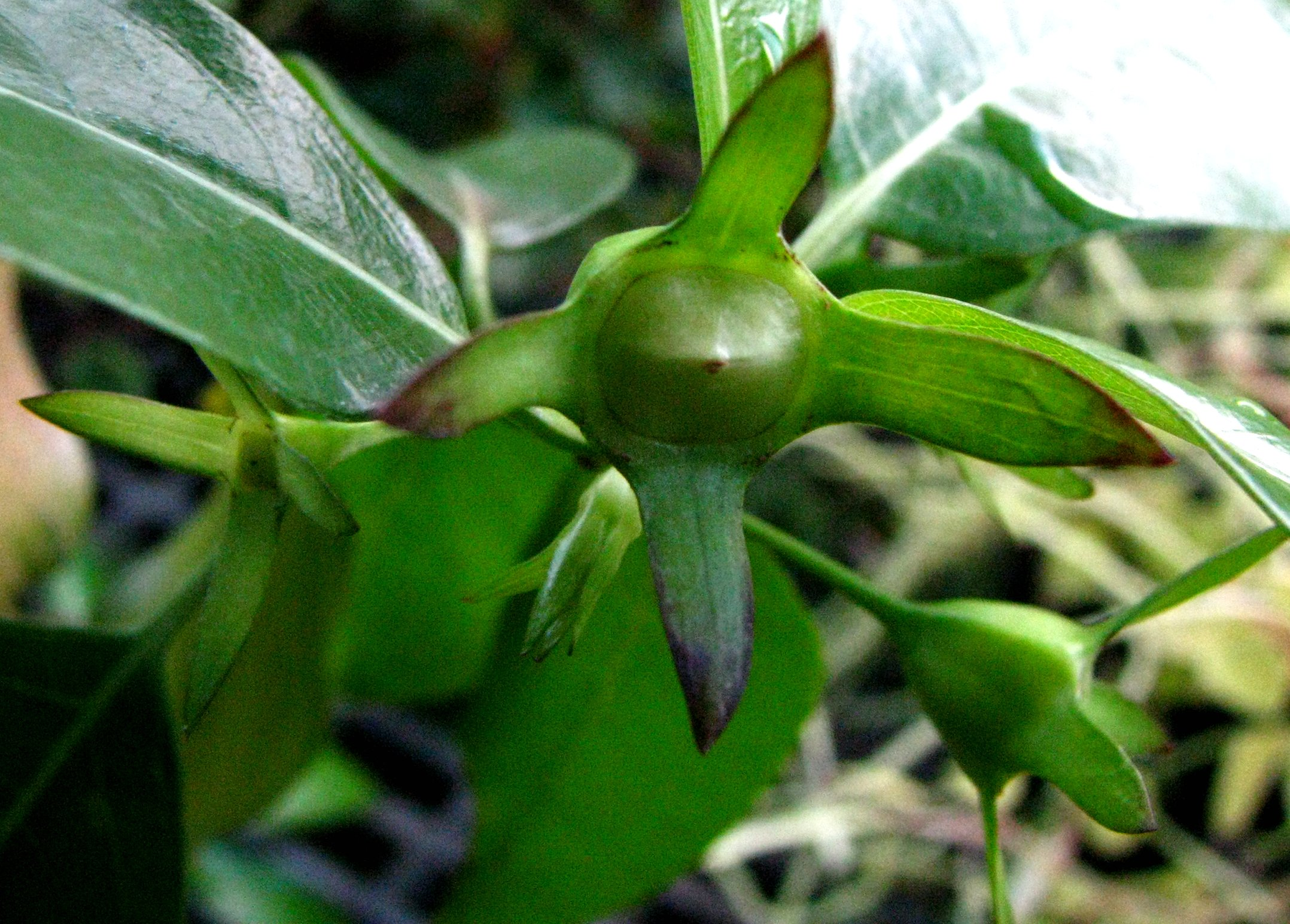
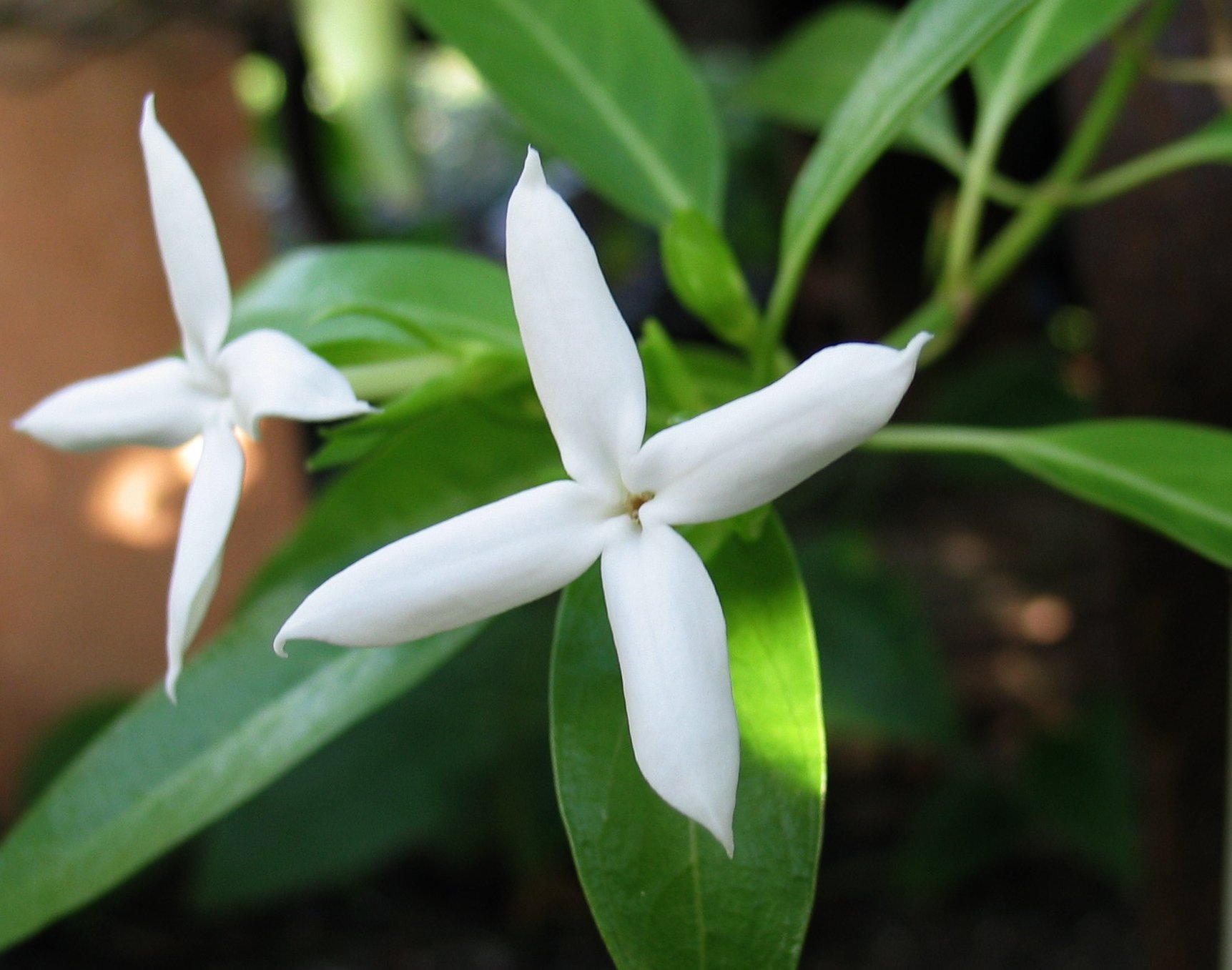